# لأعلى سعر (مسلسل)
لأعلى سعر هو مسلسل مصري تم إنتاجه ليعرض في رمضان لسنة 1438 هـ، هو مسلسل درامي من بطولة نيللي كريم، زينة وأحمد فهمي والعديد من الوجوه.

## قصة المسلسل
تدور أحداث المسلسل الاجتماعي حول قصة زواج جميلة (نيللي كريم) بالدكتور هشام (أحمد فهمي) الذي بدأ ناجحا، لكنه يمر بتراكمات طفيفة تحوّله إلى صراع شرس التي سببه ليلى (زينة) التي تخطط لإسقاط جميلة في الفخ لتتزوج من زوجها الدكتور هشام، من يُخرج الشر الكامن داخل النفوس وتتحول الصداقة إلى كره وانتقام.

## مأخوذ عن
تؤكد العديد من التقارير أن مسلسل النجمة نيللي كريم الجديد “لأعلى سعر”، مأخوذ عن قصة حياتها. ووفقا لما نقلته فريدة الخادم عبر برنامج “كلاكيت”، تقوم نيللي كريم بتجسيد دور لاعبة بالية تتعرض للخيانة الزوجية، لتفكر في الانتقام من زوجها. كانت نيللي كريم قد كشفت في أحد البرامج، عن خيانة زوجها لها بعد زواج استمر لمدة 11 عاما. يذكر أيضا أن نيللي بدأت مشوارها كراقصة بالية وأصبحت واحدة من أشهر راقصات الباليه في دار الأوبرا المصرية.

## فريق العمل

### بطولة
| - نيللي كريم: جميلة - زينة: ليلى - نبيل الحلفاوي: عم مخلوف - أحمد فهمي: د. هشام - سارة سلامة: عبلة - أحمد مجدي: كريم - سلوى محمد علي: اعتماد | - محمد حاتم: د. رامي - رحمة حسن: نوران - محمد علاء: د. عبد الله - آسر البدراوي - راندا حافظ: شجن - هايدي موسى: زهرة - محمد دسوقي | - سالي حماد - ليلى حسين - مريم مشرف - مصطفى حسين درويش - علي شوقي: زياد - طارق الكاشف - بشرى: إيناس | - مي كساب: فردوس - فرح: لطيفة - نجوى فؤاد: والدة ليلى - ضيفة شرف - حنان سليمان: عزيزة سلطان - ضيفة شرف - ياسر علي ماهر: والد ليلى - ضيف شرف - صبري عبد المنعم: ضيف شرف - سارة هشام: عائشة - طفلة |

### إدراريون
| - مدحت العدل: مؤلف - محمد جمال العدل: مخرج - العدل جروب: موزع ومنتج - حمادة الأبيض: منفذ أضاءة - محمد الطوخي: مشرف كوين - محمد مصطفى: مشرف كاميرا - محمد بلال: ماكيير العمل - صبري عبد الدايم: كوافير العمل - أحمد العلقي: مساعد مهندس ديكور - جمال عجمي: منسق المناظر - هاني عجمي: منسق المناظر - منى الجندي: مساعد ستايلست - سارة شاهين: مساعد ستايلست - أشرقت إسلام: مساعد ستايلست - مكتب محمد الغمري: الأستشارات القانونية - إبراهيم يوسف: محاسب - هاني أيوب: مدير الحسابات - أمال عبد العزيز: مدير مكتب الHR - محمد رشيد - رانا جادو: منسق عمليات - إسلام مصطفى كامل: - عمر زايد: منتج منفذ - إبراهيم عبد العظيم: مدير إدارة الإنتاج - أية العدل: متخصص دعاية | - إيهاب أبو بكر رزق: مدير إدارة المتابعة - خالد عيسى: محاسب موقع - سامح خليل: مونتير وحدة wide - أحمد عبد الرحمن: مساعد مونتير - ياسر السكري - أحمد بركات: جرافيكس - خالد مصطفى: تصميم التتر - مينا فهمي - سمر مصطفى: تترات وبرومو - خالد نعيم: مدير الإبداع - محمود مهدي: مسئول DI - رامز عاطف: كولوريست - محمود فتحي: مونتير مساعد - نوال الزغبي: غناء - عمرو مصطفى: ألحان - أحمد عميس - أحمد عوض: مدير مواقع التصوير - محمد عباس الجندي: مدير إنتاج ثاني - محمد سمير - كريم مصليحي: فوكس بولر - عمر بودومة: كامير مان - يوسف طه: سكريبت إكسسوار - حسين الهادي: سكريبت ملابس - محمد حمدي الخبيري: سكريبت حركة - طارق الكاشف: مساعد مخرج أول - أحمد جمعة عيسى - محمد مجدي سيف: مدير الإنتاج | - مونيا فتح الباب: تصميم الأزياء - زياد عزت: مهندس صوت - أحمد جابر: مكساج - أمين بوحافة: الموسيقى التصويرية - علاء وجدي: مخرج منفذ - جمال العدل: منتج - شيرين فرغل: مدير فني - إسراء طاهر: منتج لاين - صبري السماك: منتج فني - أحمد عادل: منتج - شريف زلط: إشراف عام على الإنتاج - منى ربيع: مونتير - حسين عسر: مدير التصوير - أحمد الموجي: التوزيع الموسيقي - إنجي المر: تصميم أزياء نيللي كريم - جورج رفعت: كوافير - عمر رشدي حامد: مخرج الوحدة الثانية - ماجد الباشا: مؤثرات بصريه - مجدي صابر: تصميم استعراضات البالية - محمد الصغير: كوافير زينة - محمد الغرباوي: مهندس الديكور - محمد مجدي سيف: مدير الإنتاج |